# 4408 Zlatá Koruna
4408 Zlatá Koruna este un asteroid din centura principală, descoperit pe 4 octombrie 1988 de Antonín Mrkos.